# Gökçeovacık, Fethiye
Gökçeovacık là một xã thuộc huyện Fethiye, tỉnh Muğla, Thổ Nhĩ Kỳ. Dân số thời điểm năm 2011 là 383 người.